# 삼성 갤럭시 E7
삼성 갤럭시 E7(Samsung Galaxy E5)는 갤럭시 E 시리즈 중 중급형 라인업이다. 2015년에 출시되었다.